# Elettromotrici della linea 1 della metropolitana di Milano
Le elettromotrici della linea 1 della metropolitana di Milano, conosciute anche come "Tradizionali" e "Revamping" a seguito delle operazioni di revamping effettuate su alcuni treni negli anni 2000, sono elettromotrici di tipo metropolitano in servizio sulla Linea 1 della Metropolitana di Milano e furono costruite in 9 diversi lotti (divisi in tre serie distinti) dal 1962 al 1989 ed entrarono in servizio regolare il 1º novembre 1964.
Ad oggi sono in circolazione solo i treni del 4º-5º lotto e del 7º-9º lotto, in quanto i treni del 1º-3º lotto e le vetture del 6º lotto sono stati ritirati dal servizio entro il 2016, rimpiazzate dagli MNG "Leonardo".

## Differenze tra i vari lotti
Lotti 1-3 (1964-1968): motrici serie 100/200, rimorchiate serie 1100 e Msc serie 6100/6200
- Sono dotate di fari sporgenti, porte scorrevoli e pantografi a rombo sulle motrici.
- Sono state ordinate per singole motrici o rimorchiate.

Lotti 4-6 (1973-1981): motrici serie 100/200, rimorchiate serie 1100 e Msc serie 6100/6200
- Sono dotate di fari rientrati, porte a espulsione e pantografi a rombo sulle motrici.
- Sono state ordinate per singole motrici o rimorchiate.

Lotti 7-9 (1986-1989): motrici serie 600/700 e rimorchiate serie 1300
- Sono dotate di fari rientrati, porte a espulsione e pantografi monobraccio sulle motrici.
- Sono state ordinate in UdT complete da 3 elementi M+R+M.

## Caratteristiche tecniche
Sono elettromotrici reostatiche: la progressiva accelerazione viene eseguita tramite l'esclusione di un reostato e il cambio di combinazione da serie a parallelo dei motori.
Tale accelerazione è gestita da un avviatore automatico elettrico Marelli gestito dal controller a 5 posizioni (0 - Manovra - Serie - Parallelo - Campo Ridotto) situato in cabina.
I motori sono a corrente continua (con commutazione a spazzole) del tipo MTS350/180/022/8-9 (Ansaldo) per il 1º-3º lotto, tipo MTS350/180/022/10-11 (Ansaldo) per il 4º-6º lotto e tipo MP4B-RT1.365s/B (Alstom-Mater) per il 7º-9º lotto.
Oltre alle 30 Msc costruite nuove tra il 1981 e il 1982, vi sono quattro Msc provenienti dalla motorizzazione di rimorchiate del 3º lotto (prodotte nel 1968-69).
La frenatura di servizio é elettropneumatica (senza recupero di energia), mentre per la frenatura d'emergenza si usano dei pattini elettromagnetici posizionati sui carrelli.
La revampizzazione dei treni del 4º-5º e 7º-9º lotto, effettuata a partire dal 2005, sostituì l'avviamento reostatico con un chopper ad armatura, mantenendo i motori originari in corrente continua, una soluzione già sperimentata tra il 1977 e il 1983 su otto elettromotrici con equipaggiamento Marelli e Jeumont-Schneider.
I rotabili dal primo al terzo lotto erano costruiti in acciaio, mentre quelli successivi erano in lega leggera.
Insieme alle rispettive rimorchiate, le elettromotrici formano delle "Unità di Trazione" (UdT) a composizione bloccata di tre elementi (M+R+M). In condizioni normali, un treno si compone di 2 UdT (M+R+M + M+R+M).
Dal 1964 al 1968 le prime elettromotrici viaggiavano senza rimorchiate intermedie, con composizioni di 2 o 4 unità (M+M oppure M+M + M+M). Con l'arrivo delle rimorchiate, a partire dal 1968, alcune UdT sono state allungate a 3 elementi (M+R+M), formando treni di 5 elementi (M+R+M + M+M). Con la consegna delle Msc e la conversione di alcune rimorchiate in Msc le UdT ancora composte da due motrici sono state allungate anch'esse a 3 elementi, tutti motorizzati (M+Msc+M), formando treni di 6 elementi (M+Msc+M + M+R+M). A causa della perdita di alcune motrici 6 UdT sono state rese monodirezionali (M+R+Msc) forzandone la composizione con un'altra UdT.
In occasione dell'introduzione del nuovo sistema di segnalamento si è deciso di bloccare le composizioni, di conseguenza la UdT monodirezionali sono state ricombinate andando a formare 3 treni bloccati con 5 unità motorizzate (M+Msc+Msc+Msc+R+M).

## Tabella dei lotti

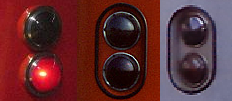
Un metodo molto semplice per distinguere i treni del 1º-3º lotto dai treni del 4º-9º lotto è guardare l'aspetto dei fari: sui primi (nella foto a sinistra) sono sporgenti, mentre sui rimanenti (centro) sono rientrati, come sui treni Serie 300/400 e 500 della Linea 2 (destra) da cui sono derivati.

| Numerazione originaria | Lotto    | Anno    | Tipo | Quantità | Costruttore                        | Equipaggiamento elettrico | Stato                           | Note |
| ---------------------- | -------- | ------- | ---- | -------- | ---------------------------------- | ------------------------- | ------------------------------- | --- |
| 101 ÷ 130              | 1º lotto | 1962-63 | M    | 30       | Breda                              | Marelli                   | radiate                         | 127-128 incendiate |
| 201 ÷ 230              | 1º lotto | 1962-63 | M    | 30       | OM                                 | Ansaldo                   | radiate                         | |
| 131 ÷ 142              | 2º lotto | 1965-66 | M    | 12       | Breda                              | Marelli                   | radiate                         | |
| 231 ÷ 242              | 2º lotto | 1965-66 | M    | 12       | OM                                 | Ansaldo                   | radiate                         | 231-232 equipaggiate con chopper Marelli 235-236 equipaggiate con chopper ABB                                                                 |
| 143 ÷ 155              | 3º lotto | 1968-69 | M    | 13       | Breda                              | Marelli                   | radiate                         | |
| 243 ÷ 255              | 3º lotto | 1968-69 | M    | 13       | OM                                 | Ansaldo                   | radiate                         | 253-254 incendiate |
| 1101 ÷ 1128            | 3º lotto | 1968-69 | R    | 28       | Breda, OM, SIAI-Marchetti          |                           | radiate                         | 1106, 1109, 1110, 1112 trasformate in Msc |
| 6116                   | 3º lotto | 1968-69 | Msc  | 1        | Breda, OM, SIAI-Marchetti, Marelli | Marelli                   | radiate                         | ex rimorchiata 1106 |
| 6216-6218              | 3º lotto | 1968-69 | Msc  | 3        | Breda, OM, SIAI-Marchetti, Marelli | Ansaldo                   | radiate                         | ex rimorchiate 1109, 1110, 1112 |
| 156 ÷ 182              | 4º lotto | 1973-74 | M    | 27       | Fiat Savigliano                    | Marelli                   | alcune unità ancora in servizio | 157 e 159ᴵ incendiate 176 rinumerata 159ᴵᴵ 177ᴵ-178ᴵ rinumerate 273ᴵᴵ-272ᴵᴵ 179ᴵ-180ᴵ rinumerate 279ᴵᴵ-278ᴵᴵ 181ᴵ-182ᴵ rinumerate 281ᴵᴵ-280ᴵᴵ |
| 256 ÷ 282              | 4º lotto | 1973-74 | M    | 27       | Fiat Savigliano                    | Ansaldo                   | alcune unità ancora in servizio | 263ᴵ e 273ᴵ incendiate 279ᴵ-278ᴵ incendiate 281ᴵ-280ᴵ incendiate 272ᴵ rinumerata 282ᴵᴵ 282ᴵ rinumerata 263ᴵᴵ                                  |
| 1129 ÷ 1138            | 4º lotto | 1973-74 | R    | 10       | Cittadella                         |                           | alcune unità ancora in servizio | 1130 incendiata |
| 1139 ÷ 1158            | 5º lotto | 1975    | R    | 20       | Cittadella                         |                           | alcune unità ancora in servizio | 1145, 1155 incendiate |
| 6101 ÷ 6115            | 6º lotto | 1981-82 | Msc  | 15       | Stanga                             | Marelli                   | radiate                         | |
| 6201 ÷ 6215            | 6º lotto | 1981-82 | Msc  | 15       | Stanga                             | Ansaldo                   | radiate                         | |
| 601 ÷ 614              | 7º lotto | 1986    | M    | 14       | Stanga                             | Ansaldo                   | alcune unità ancora in servizio | |
| 701 ÷ 714              | 7º lotto | 1986    | M    | 14       | Stanga                             | Marelli                   | alcune unità ancora in servizio | |
| 1301 ÷ 1314            | 7º lotto | 1986    | R    | 14       | Socimi, Stanga                     |                           | alcune unità ancora in servizio | |
| 615 ÷ 626              | 8º lotto | 1988    | M    | 12       | Stanga                             | Ansaldo                   | alcune unità ancora in servizio | |
| 715 ÷ 726              | 8º lotto | 1988    | M    | 12       | Socimi, Stanga                     | Marelli                   | alcune unità ancora in servizio | |
| 1315 ÷ 1326            | 8º lotto | 1988    | R    | 12       | Socimi, Stanga                     |                           | alcune unità ancora in servizio | |
| 627 ÷ 628              | 9º lotto | 1989    | M    | 2        | Socimi                             | Ansaldo                   | alcune unità ancora in servizio | |
| 727 ÷ 734              | 9º lotto | 1989    | M    | 8        | Stanga                             | Marelli                   | alcune unità ancora in servizio | |
| 1327 ÷ 1331            | 9º lotto | 1989    | R    | 5        | Socimi, Stanga                     |                           | alcune unità ancora in servizio | |

## Storia

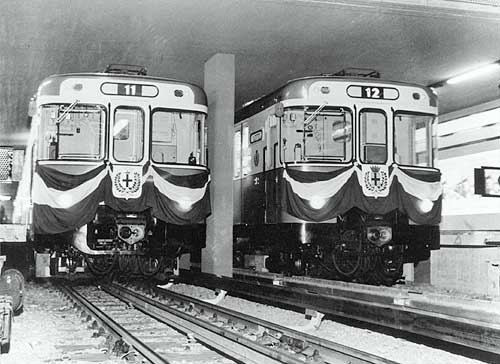
1º novembre 1964 - Inaugurazione della Linea M1 con marcia parallela di due convogli da Lotto a Sesto Marelli

Le elettromotrici della linea 1 furono introdotte nel 1964 con l'apertura della prima tratta della linea 1 da Lotto a Sesto Marelli.
Queste elettromotrici detteranno gli standard (norme UNI 7247 e 7248 del 1973) per la costruzione (dimensioni, impostazione generale, composizione) di materiale rotabile per tutte le linee delle metropolitane italiane costruite "a sagoma intera" (quindi eccetto le linee 4 e 5 a Milano, 6 a Napoli e le metropolitane di Torino, Genova e Brescia) dagli anni '60 in poi (ad esempio la linea 1 a Napoli e la linea A a Roma).
Sono sia dotati dei captatori per la quarta rotaia che di pantografi per la catenaria presente nei depositi.
I treni del 1º lotto furono costruiti tra il 1962 e il 1963 dalla Breda Costruzioni Ferroviarie (Serie 100) e dalla OM (Serie 200) per un totale di 60 veicoli (30 per serie), ossia 30 convogli binati.
La differenza tra i numeri di serie (100 e 200) all'interno del lotto, sebbene i veicoli siano perfettamente identici nell'estetica deriva dal fatto che l'avviatore fosse di due produttori diversi: nei treni della Serie 100 si tratta di avviatori Marelli con servomotore elettrico, mentre nella Serie 200 si tratta di un combinatore Ansaldo a camme. Ai fini della condotta le differenze tra i due equipaggiamenti sono pressoché nulle e le elettromotrici di entrambe le serie possono viaggiare accoppiate elettricamente senza problemi. La differenza nell'equipaggiamento elettrico rimarrà una costante delle elettromotrici reostatiche della metropolitana di Milano, includendo le Serie 300 e 400 della Linea 2 e le successive Serie 600 e 700, e sarà abbandonato solo con l'arrivo delle motrici serie 8000 della Linea 3, dove l'equipaggiamento elettrico fu unificato per tutti i veicoli. 
Con l'apertura della diramazione per Gambara, nel 1966 si aggiunsero 24 nuove motrici (costituenti il 2º lotto). La produzione dei veicoli dei due lotti fu equamente ripartita tra Breda e OM, come per il 1º lotto.

I veicoli del 3º lotto furono costruiti tra il 1968 e il 1969, ancora equamente ripartiti tra OM e Breda per un totale di 26 motrici, alle quali si aggiunsero le prime 28 rimorchiate della serie 1100 (costruite da Breda, OM e SIAI-Marchetti).

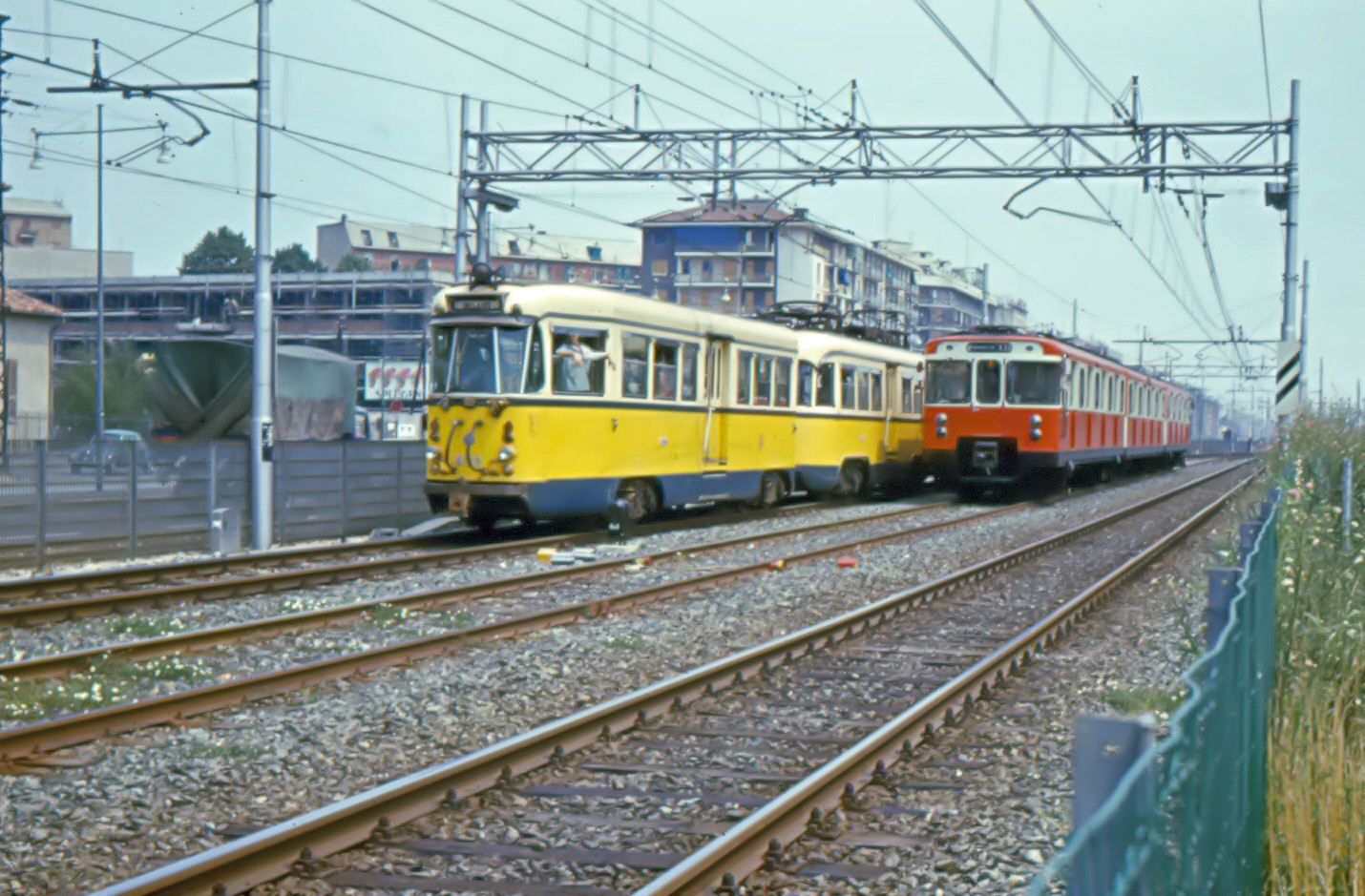
Un treno della serie 100/200 provvisoriamente utilizzato sulla Linea 2, tra Crescenzago e Cimiano, a fianco di un convoglio bloccato delle linee celeri dell'Adda (settembre 1970).

Tra il 1969 e il 1971, sei UdT del 3º lotto in composizione standard M+R+M furono trasferite provvisoriamente sulla Linea 2 in quanto i treni appositamente dedicati non erano ancora pronti.
La linea venne provvisoriamente alimentata a 750v e con captazione attraverso catenaria (utilizzando il pantografo per il movimento nei depositi), i treni della serie 100/200 (5 in servizio e 1 in riserva) rimasero in servizio sulla Linea 2 dal 4 ottobre 1969 all'8 novembre 1971, data in cui avvenne la messa in servizio dell'ultimo treno necessario per sostituire i treni trasferiti dalla Linea 1.
Nel 1975, con l'apertura simultanea delle tratte Lotto-QT8 e Gambara-Inganni l'8 novembre 1975, entrarono in servizio i veicoli del 4º lotto: 54 motrici serie 100/200 (prodotte dalla Fiat) e 10 rimorchiate serie 1100 prodotte dalle Officine Cittadella.

Queste nuove elettromotrici (e tutte quelle prodotte successivamente) sono dotate di porte a espulsione e fari rientrati nella cassa (come sui treni della linea 2) al posto delle porte scorrevoli e dei fari sporgenti dei treni dei primi tre lotti.

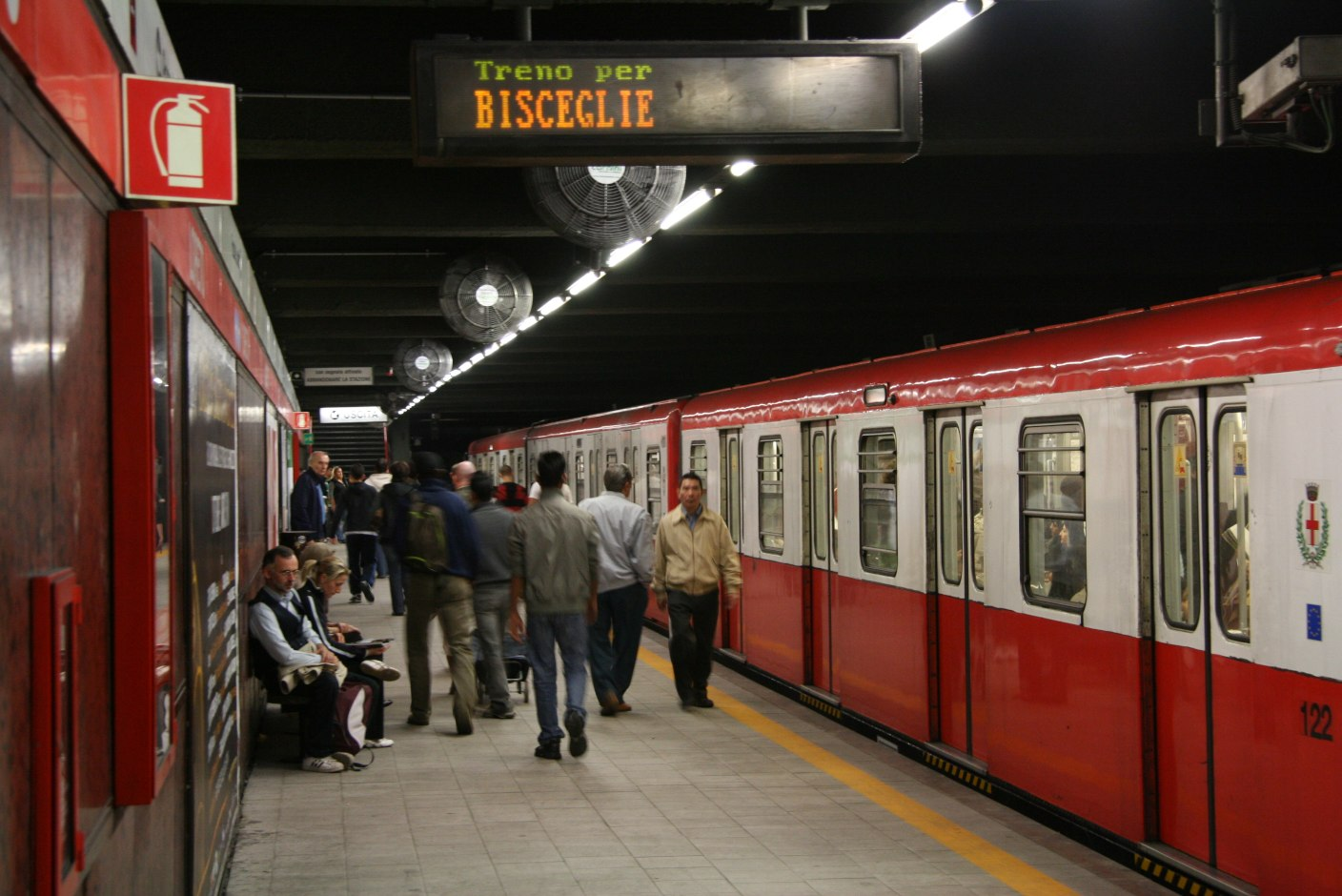
Rimorchiata con porte a espulsione intercalata tra motrici con porte scorrevoli alla stazione di Loreto (2012)

Ulteriori 20 rimorchiate (5º lotto) prodotte dalle Officine Cittadella entrarono in servizio nel 1975.
A titolo sperimentale, nei primi mesi del 1977, su otto elettromotrici appartenenti al 4º-5º lotto fu sperimentato l'azionamento elettronico a Chopper, con equipaggiamento Marelli e Jeumont-Schneider. I risultati furono soddisfacenti, ma le elettromotrici furono riportate all'azionamento reostatico nel 1983.
Tra il 1981 e il 1982 furono immesse in servizio 30 nuove motrici senza cabina (Msc) della serie 6100 e 6200 (6º lotto) prodotte dalla Stanga.
Il 26 aprile 1982, un attentato incendiario a opera del "Movimento Rivoluzionario Proletario Offensivo" distrusse due treni (11 vetture appartenenti ai primi tre lotti) alla stazione di Sesto Marelli, fortunatamente senza vittime.
Per evitare il ripetersi di simili avvenimenti, i sedili imbottiti su tutti i treni della metropolitana furono rimpiazzati con sedili in materiale ignifugo.
Nel 1986, con l'apertura simultanea delle tratte San Leonardo - Molino Dorino e Sesto Marelli - Sesto 1º Maggio FS entrarono in servizio i veicoli del 7º lotto: 14 UdT complete (M+R+M), ai quali si aggiunsero nel 1988 altre 12 UdT (8º lotto) e nel 1989 entrarono in servizio le ultime 10 UdT "tradizionali" della linea 1 (9º lotto). I treni di tutti questi lotti sono composti da motrici della serie 600/700 (Stanga) e rimorchi serie 1300 (Socimi-Stanga).

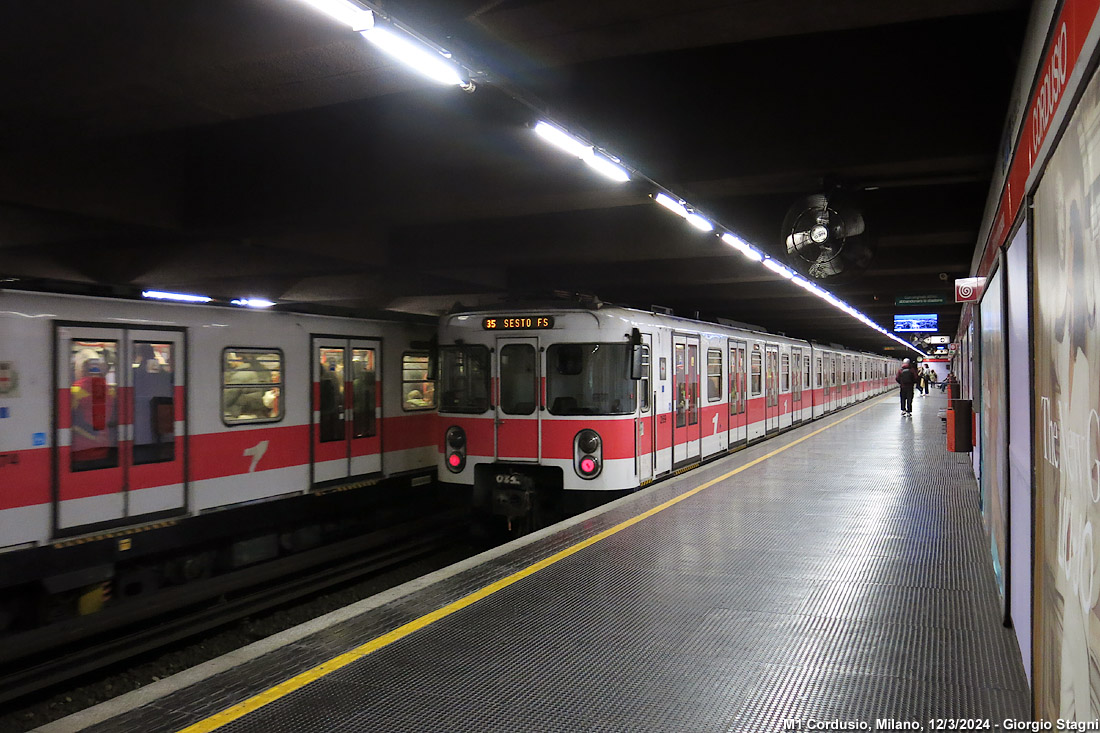
Treni revampizzati alla stazione di Cordusio (2024)

A differenza dei treni dei primi 6 lotti, dove la fornitura delle motrici e dei rimorchi avvenne separatamente, questi treni furono consegnati da subito in UdT complete in composizione M+R+M. Inoltre furono dotati di pantografi monobraccio, simili a quelli già presenti sui treni della linea 2.

A partire dal 2005, in occasione dell'apertura della tratta Molino Dorino - Rho Fieramilano, le elettromotrici dei lotti dal 4° in poi iniziano a essere revampizzate, attraverso la sostituzione dell'avviamento (da reostatico a chopper), l'installazione degli intercomunicanti, dell'aria condizionata, di nuovi fari a LED e di nuove porte ad azionamento elettrico.

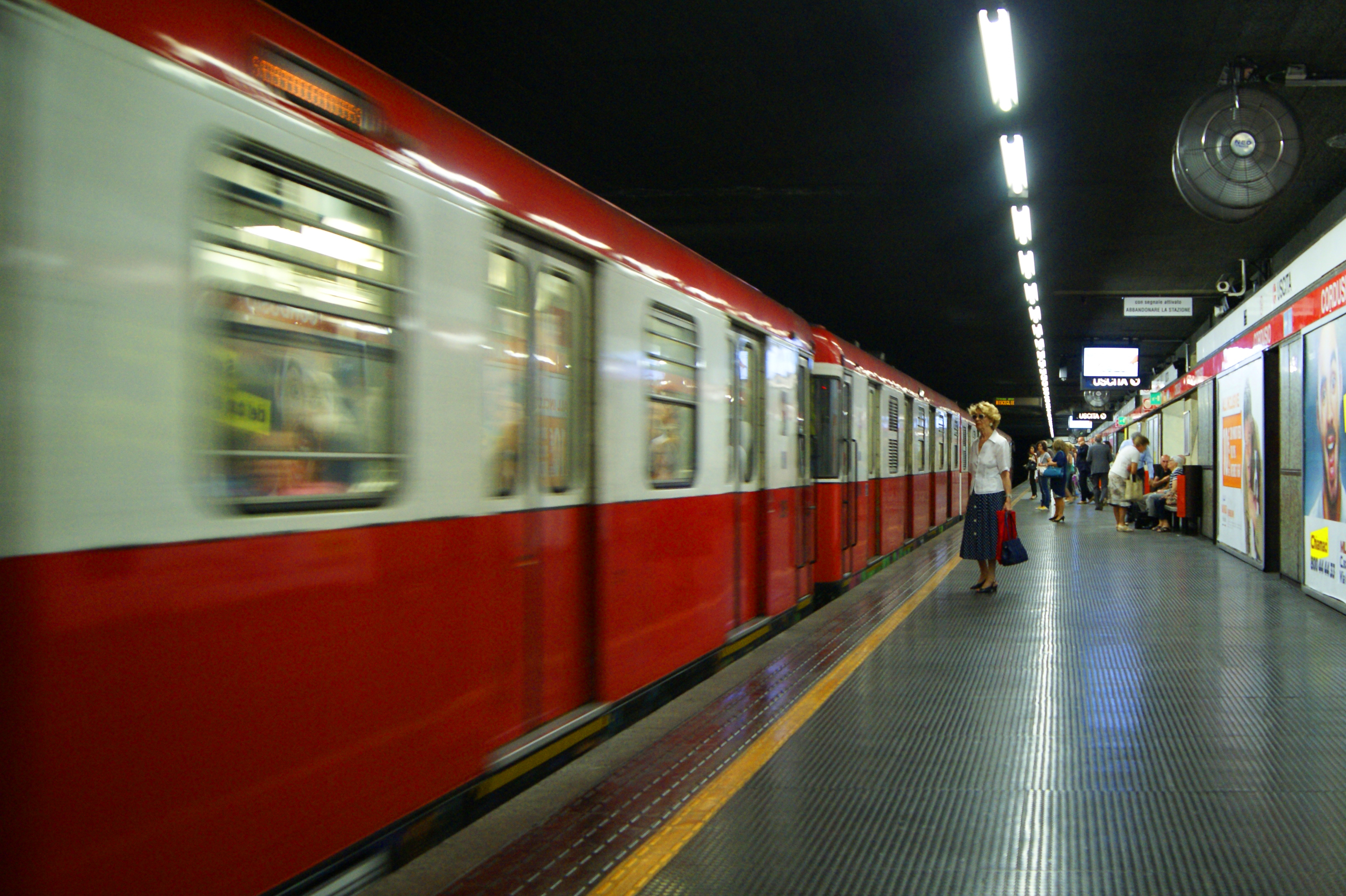
Treno serie 100/200 alla stazione Cordusio. Si noti che uno dei finestrini è stato accecato per fare spazio all' "armadio" del condizionatore (2014)

Vengono anche ricolorati in una nuova livrea rosso chiaro, con il numero “1” ripetuto lungo la fiancata.
Nel 2015, con l'introduzione dei treni "Leonardo", vengono ritirati dal servizio i treni dei primi tre lotti, dopo una carriera lunga fino a 50 anni (51 per i treni del 1º lotto), tuttavia alcuni treni sono rimasti disponibili come scorta nel primo periodo del 2016, fino alla completa consegna dei treni "Leonardo".

## Curiosità
I treni della Serie 100/200 (lotti dal 1º al 3º) appaiono nel film di fantascienza I cannibali del 1970 nella composizione iniziale M+M+M+M (con destinazione Gambara) e nella sequenza iniziale del film noir Milano calibro 9 del 1972 in composizione M+R+M + M+R+M (con destinazione Lotto).

## Modellismo
Un treno del 4º lotto (in particolare l'unità 256) è stato prodotto in scala 1:87 artigianalmente da N3C in collaborazione con DaTrains Miniatures.